# Нойберг (Гессен)
Нойберг (нем. Neuberg) — община в Германии, в земле Гессен. Подчиняется административному округу Дармштадт. Входит в состав района Майн-Кинциг. Население составляет 5169 человек (на 31 декабря 2010 года). Занимает площадь 10,54 км².
Община подразделяется на 2 сельских округа.